# Humada
Humada és un municipi de la província de Burgos a la comunitat autònoma de Castella i Lleó. Forma part de la comarca d'Odra-Pisuerga. Inclou les entitats locals menors de:
- Congosto
- Fuencaliente de Puerta
- Fuenteodra
- Humada
- Los Ordejones, formada per dues localitats: Ordejón de Abajo, o Santa María i Ordejón de Arriba, o San Juan.
- Rebolledo de Traspeña
- San Martín de Humada
- Villamartín de Villadiego.

## Demografia
| 1991 |  | 1996 |  | 2001 |  | 2004 |
| ---- |  | ---- |  | ---- |  | ---- |
| 296  |  | 246  |  | 188  |  | 177  |